# Römischer Circus von Vienne

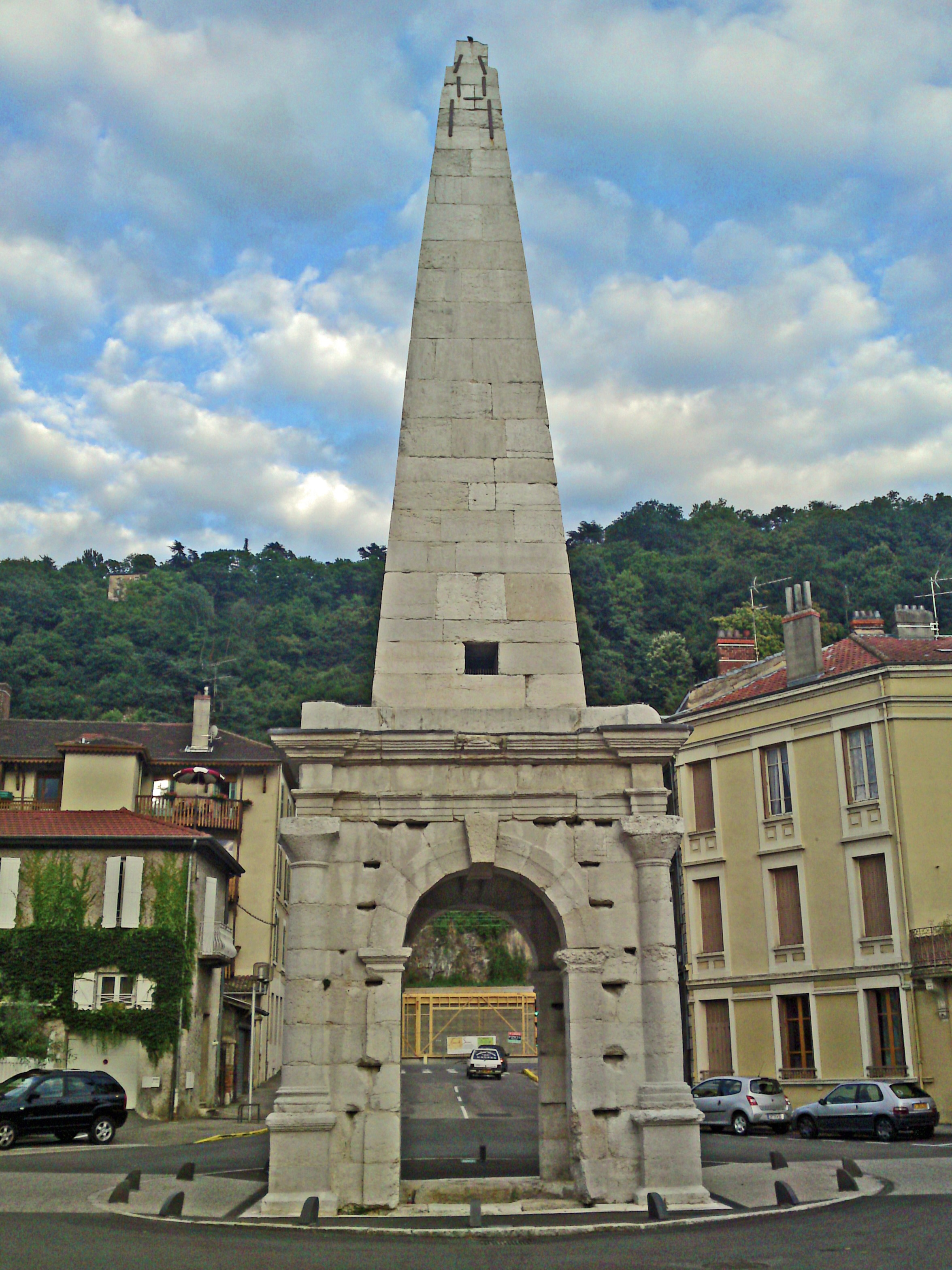
Die „Pyramide von Vienne“

Der römische Circus von Vienne war ein spätantikes Bauwerk in der französischen Stadt Vienne. Von dem durch archäologische Ausgrabungen gut bezeugten Circus am Rand der römischen Stadt Vienna Allobrogum ist heute über dem Boden noch ein gemauerter Obelisk zu sehen, die so genannte «Pyramide von Vienne», die seit 1852 als Monument historique verzeichnet ist.

## Geschichte
Der Circus lag südlich des antiken Stadtgebiets von Vienna am linken Ufer der Rhone. Das Areal ist heute mit Straßen und Wohnquartieren überbaut. Die Sportanlage wurde vom ersten bis zum vierten Jahrhundert vermutlich in drei Etappen ausgebaut. Das Ensemble hatte im Endzustand eine Länge von 460 Metern.

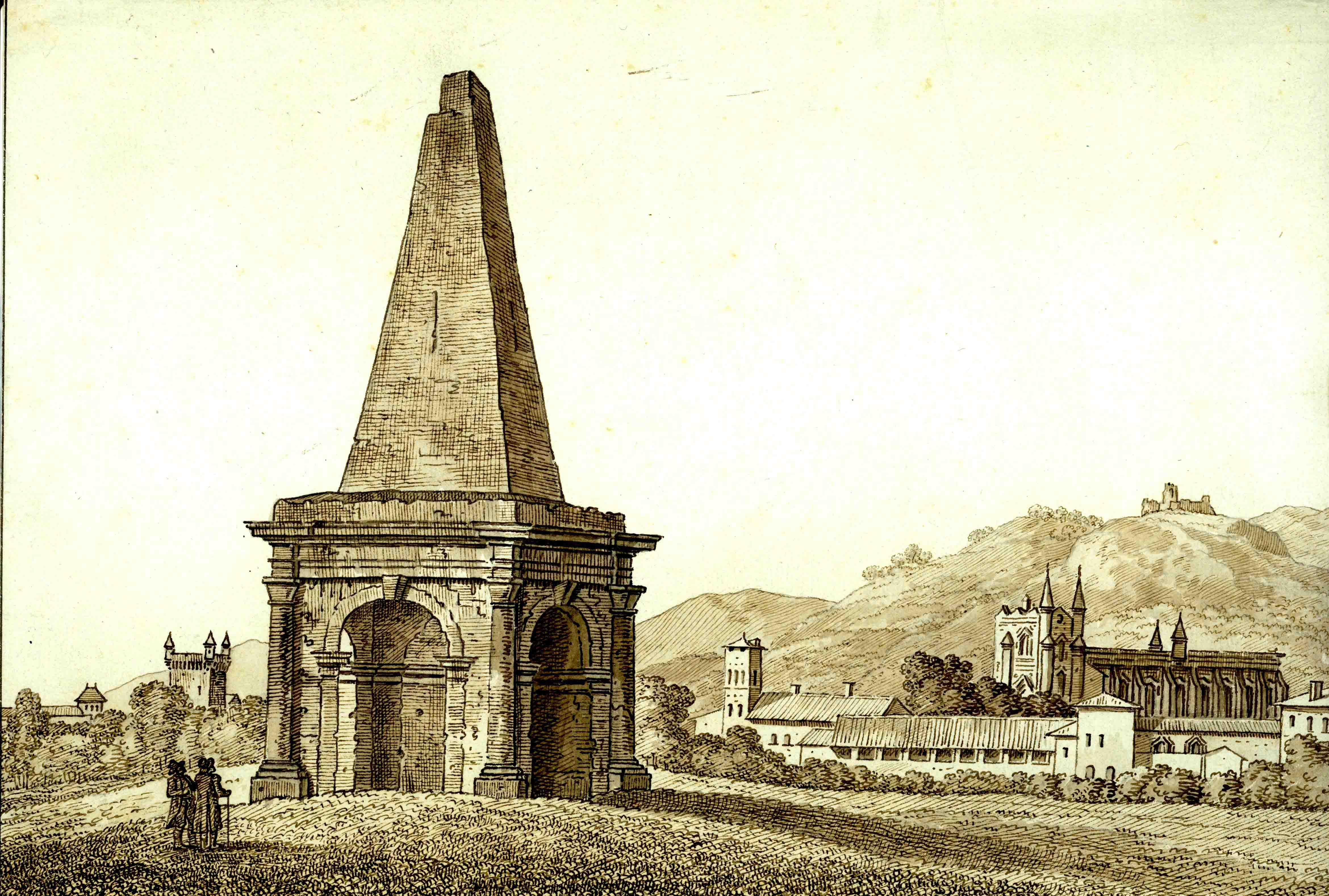
Die Pyramide von Vienne nach einer Zeichnung des 19. Jahrhunderts

Die «Pyramide» ist ein gemauertes Bauwerk von rund 23 Metern Höhe. Es besteht aus einem quadratischen, als Quadrifrons gestalteten Sockel von 7,45 Meter Höhe mit gewölbten Durchgängen und einem darüber stehenden Obelisken. Das Bauelement befindet sich seit dem Bestehen des antiken Circus praktisch unverändert an der Stelle, wo es damals das Zentrum der mittleren Schranke in der Rennbahn des Circus markiert hatte.
Seit dem Mittelalter rankten sich mehrere Legenden um das ungewöhnliche und auffällige Objekt. Man brachte es gelegentlich mit dem frühchristlichen burgundischen Märtyrer Symphorianus in Verbindung oder hielt es für das Grabmal des legendären Stadtgründers Venerius oder der römischen Kaiser Augustus, Claudius und Severus Alexander und auch des römischen Politikers Pontius Pilatus, der angeblich bei Vienne gestorben sein soll. Die Pilatuslegende überliefert Johann Georg Sulzer in seinem Reisebericht Tagebuch einer von Berlin nach den mittäglichen Ländern von Europa in den Jahren 1775 und 1776 gethanen Reise und Rückreise.
Heute steht das Monument mitten auf einem weiten Platz in der Quartierstrasse Boulevard Fernand Point, die an den Pionier der französischen Gastronomie Fernand Point erinnert, der von 1925 bis 1955 das Restaurant La Pyramide in der Nachbarschaft des antiken Monuments geführt hat.